# Национальный интернет-регистратор
Национальный интернет-регистратор (англ. National Internet Registry, NIR) — организация под управлением регионального интернет-регистратора, занимающаяся координацией распределения IP-адресов и других интернет-ресурсов на национальном уровне в стране или экономическом блоке.
В основном функционируют в Азиатско-Тихоокеанском регионе, под руководством APNIC (выполняющего в этом регионе функции регионального интернет-регистратора).
Следующие национальные регистраторы работают в регионе, управляемом APNIC:
- APJII
- CNNIC
- JPNIC
- KRNIC
- TWNIC
- VNNIC

Следующие национальные регистраторы работают в регионе, управляемом LACNIC:
- NIC Mexico
- NIC Brazil

В регионе, управляемом RIPE NCC, не существует национальных интернет-регистраторов.